# Ворота Сен-Мартен
Ворота Сен-Мартен (фр. Porte Saint-Martin) — триумфальная арка, установленная в Десятом округе Парижа, на пересечении улиц Сен-Мартен (rue Saint-Martin) и Фобур (rue du Faubourg-Saint-Martin), на месте трёх разобранных средневековых ворот времени короля Карла V и старых крепостных стен. Ныне ворота, как и находящиеся западнее Ворота Сен-Дени, являются частью полукольца Больших бульваров, проложенных на месте старых крепостных стен и валов в середине XIX века по плану барона Ж. Э. Османа.
Ворота Сен-Мартен построены на средства гильдии торговцев и городских служащих в 1674 году по распоряжению короля Людовика XIV в честь его побед на Рейне, во Франш-Конте и взятия Безансона в войне против Нидерландов, немецких государств и Испании 1672—1679 годов.
Сооружение представляет собой трёхпролётную арку (с одним большим пролётом и двумя малыми по сторонам) высотой 18 метров, построенную из известняка с облицовкой мрамором по проекту архитектора Пьера Булле, ученика Франсуа Блонделя Старшего, архитектора близлежащих Ворот Сен-Дени.
Выше карниза на аттике расположены памятные надписи. Надпись на северной стороне: LUDOVICO MAGNO QUOD LIMBURGO CAPTO IMPOTENTES HOSTIUM MINAS UBIQUE REPRESSIT. PRAEF. ET AEDIL. P. C.C. ANN. R. S. H. MDCLXXV (Людовику Великому, который после взятия Лимбурга повсюду отражал угрозы бессильных врагов. Префект купцов и староста Парижа в 1675 году). Надпись на южной стороне: LUDOVICO MAGNO VESONTIONE SEQUANISQUE BIS CAPTIS ET FRACTIS GERMANORUM HISPANORUM BATAVORUMQUE EXERCITIBUS. PRAEF. ET AEDIL. P. C.C. ANN. R. S. H. MDCLXXIV (Людовику Великому, который дважды захватил Безансон и область Секуан и разбил армии германцев, испанцев и батавов. Префект купцов и староста Парижа в 1674 году).
В антрвольтах по обоим фасадам арки расположены барельефы, созданные скульпторами М. Дежарденом, Пьером Ле Гро Старшим, Этьеном Леонгром и Гаспаром Марси. На северном фасаде слева: «Взятие Лимбурга в 1675 году» (П. Легро), представлено в образе сидящей женской фигуры рядом с покорённым львом. Справа: «Поражение германцев» (Г. Марси) — Людовик XIV в роли Марса, несущего щит Франции и отталкивающего немецкого орла.
На южном фасаде слева: «Разрыв Тройственного союза» (Э. Леонгр) — Людовик XIV в образе Геракла, поражающего Ахелоя и венчаемый Викторией. Справа: Взятие Безансона (М. Дежарден) — король Людовик в образе Славы перед пальмой и оливковым деревом, коленопреклонённая женская фигура передаёт ему ключи от города.

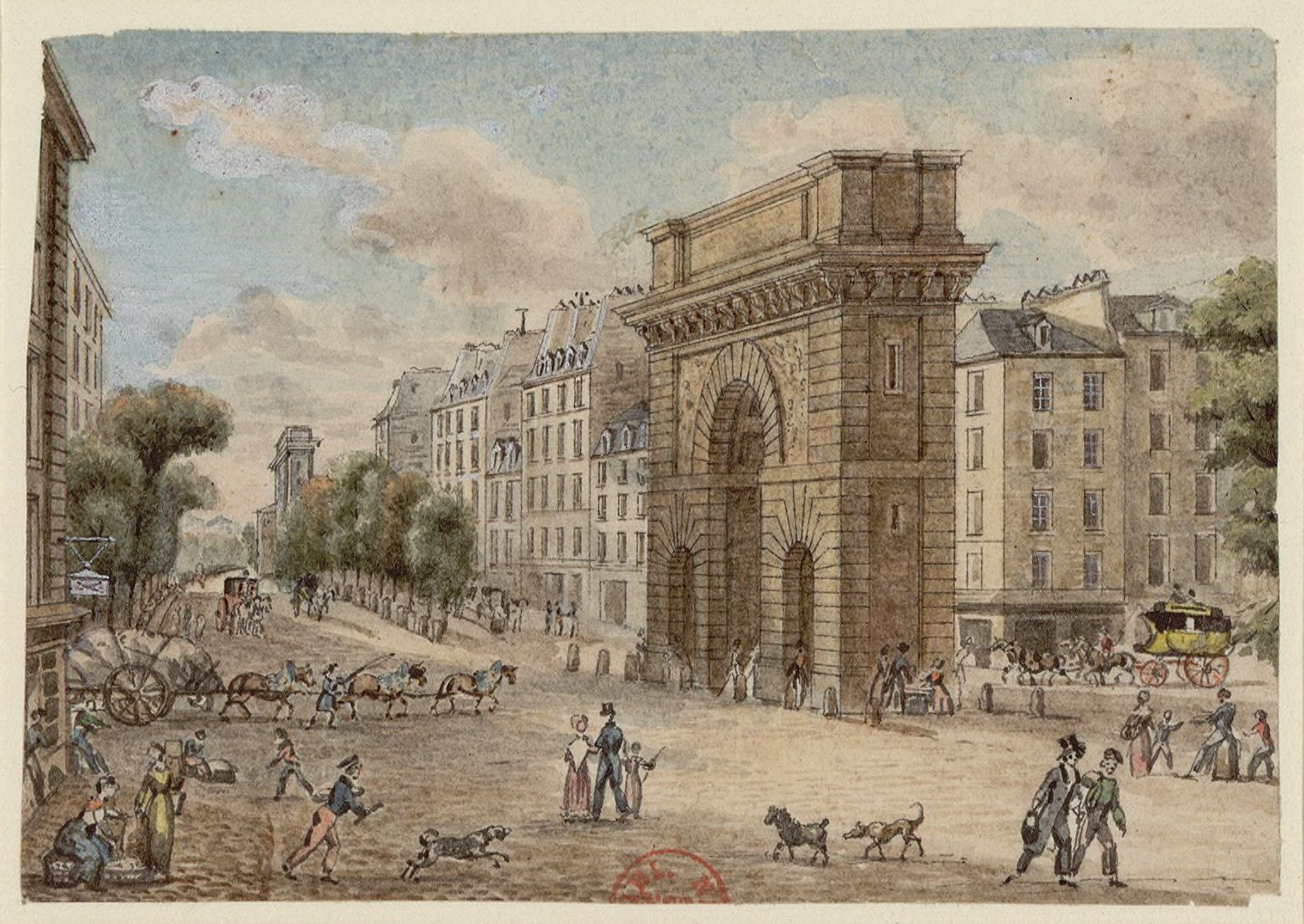
К. Кивтон. Ворота Сен-Мартен в Париже. Акварель.1829
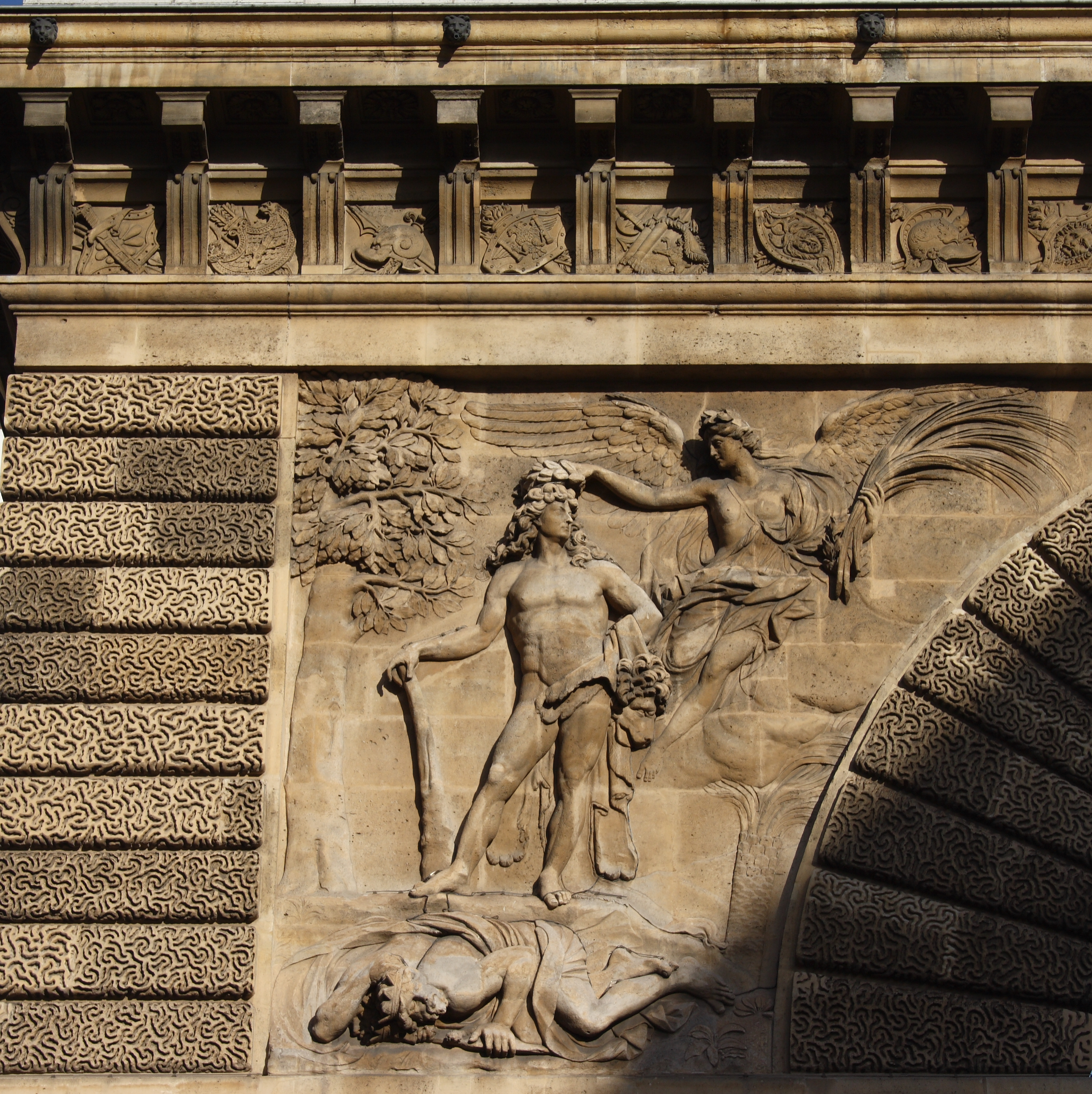
Э. Леонгр. Разрыв Тройственного союза — Людовик XIV в образе Геракла, поражающего Ахелоя и венчаемый Викторией
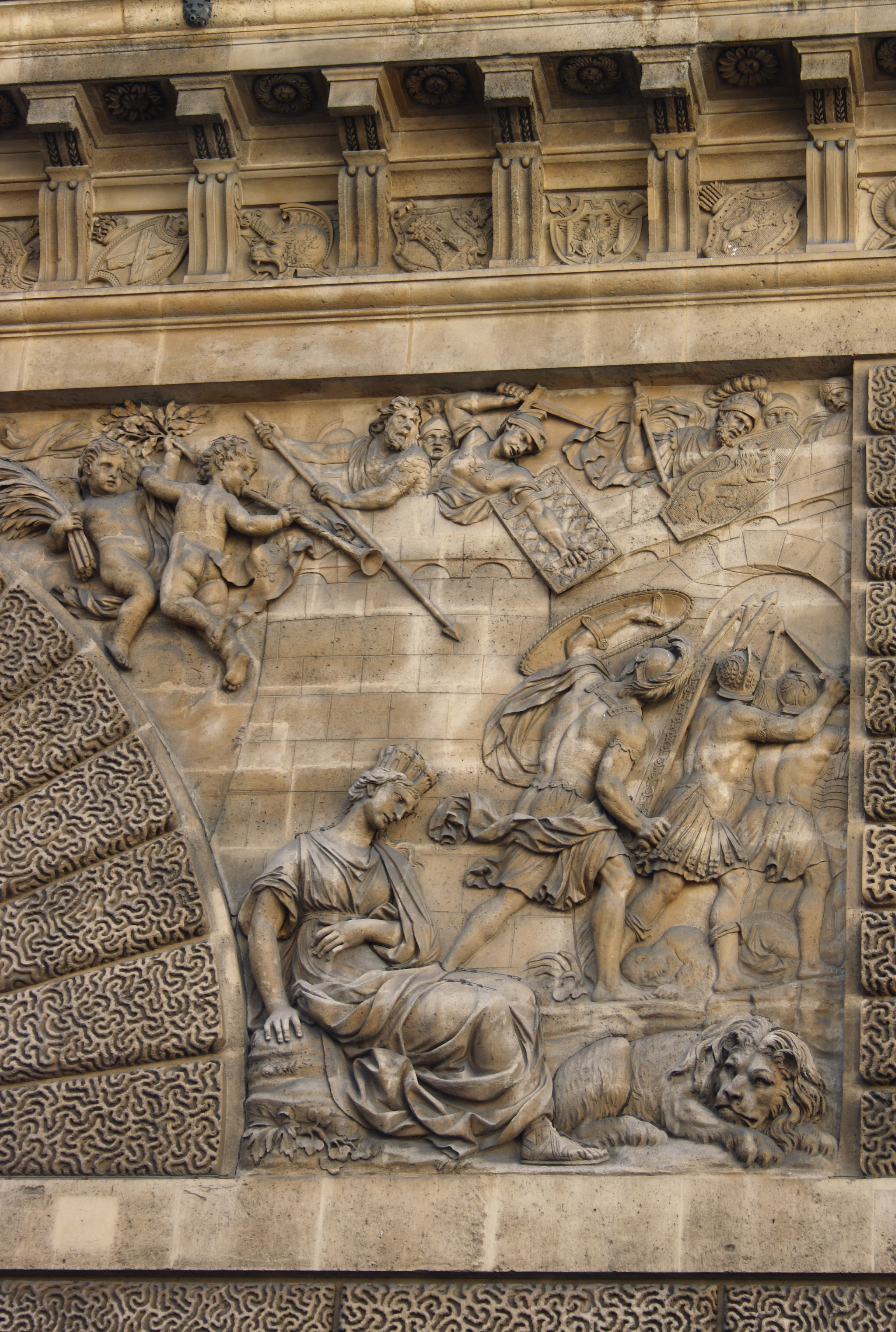
П. Легро. Взятие Лимбурга в 1675 году
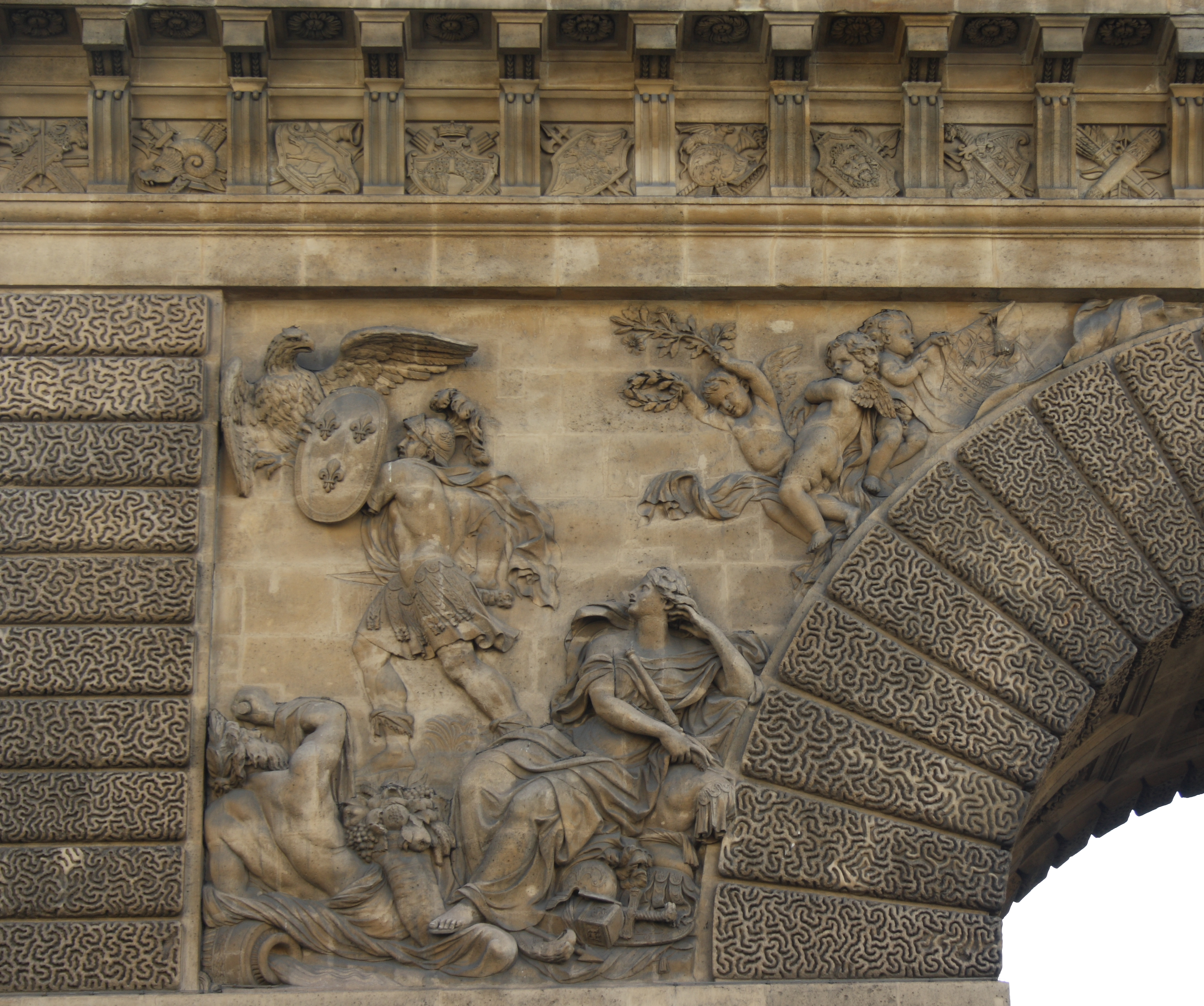
Г. Марси. Поражение германцев — Людовик XIV в роли Марса, несущего щит Франции и отталкивающего немецкого орла
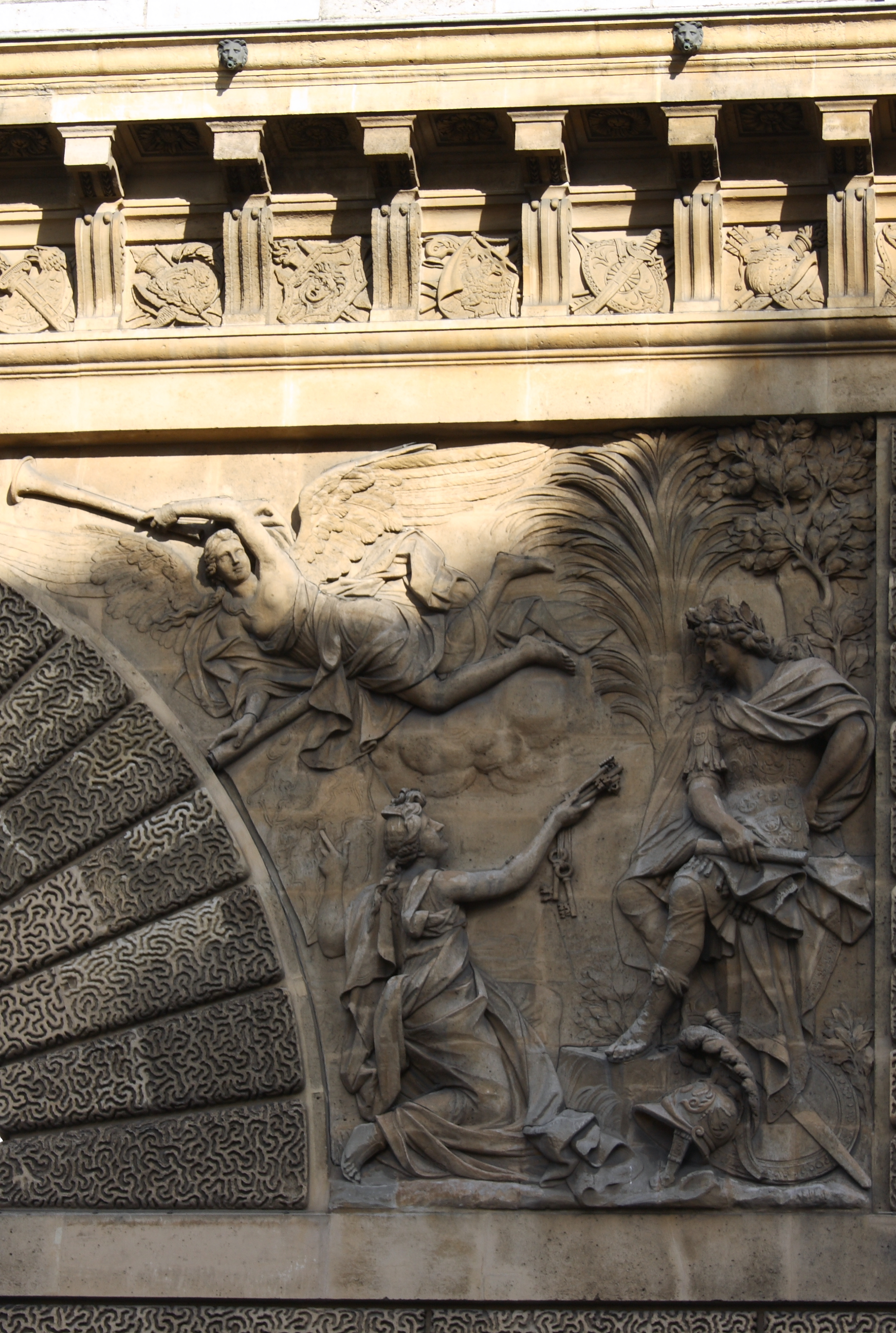
М. Дежарден. Взятие Безансона — король Людовик в образе Славы перед пальмой и оливковым деревом, коленопреклонённая женская фигура передаёт ему ключи от города